# Sapho ciliata
Sapho ciliata is een libellensoort uit de familie van de beekjuffers (Calopterygidae), onderorde juffers (Zygoptera).
De soort staat op de Rode Lijst van de IUCN als niet bedreigd, beoordelingsjaar 2006.
De wetenschappelijke naam van de soort is voor het eerst geldig gepubliceerd in 1781 door Fabricius.